# محاري ليموني
محاري ليموني (الاسم العلمي: Pleurotus citrinopileatus) هو نوع من الفطريات يتبع جنس المحاري من فصيلة المحارية.